# موسى علي
موسى علي (بالإنجليزية: Moses Ali) هو محامي وسياسي أوغندي، ولد في 5 أبريل 1939 في أوغندا. انتخب عضو برلمان أوغندا.